# Rumasa
Rumasa (acrónimo de Ruiz-Mateos, Sociedad Anónima) fue un grupo de empresas españolas propiedad de la familia Ruiz-Mateos y Jiménez de Tejada, cuya matriz fue fundada en 1961. El grupo fue expropiado por el Gobierno español el 23 de febrero de 1983, en virtud del Decreto-Ley 2/1983, por razones de utilidad pública e interés social. El grupo Rumasa, en el momento de publicarse la disposición, estaba constituido por más de 700 empresas, con una plantilla que alcanzaba las 60 000 personas, facturando unos 350.000 millones de pesetas (más de 2.000 millones de euros) anuales. Tras la expropiación fue reprivatizada por partes.

## Actividades de la empresa
El grupo se cimentó principalmente en el sector vitivinícola, y el bancario, comenzando en la comarca de Jerez y extendiéndose después al ámbito nacional e incluso internacional. Su crecimiento se realizó en gran medida a través de la adquisición de empresas con problemas económicos para su reflotamiento, y con su diversificación fue convirtiéndose en un grupo de empresas que se apoyaban unas a otras. Rumasa estaba presente, entre otros, en los siguientes sectores:

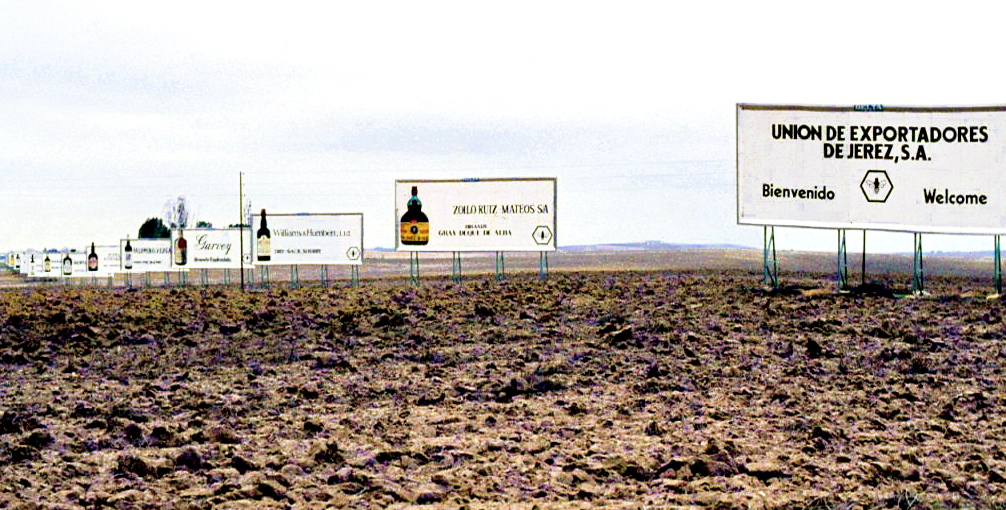
Publicidad de productos de Rumasa

- Banca: Banca Masavéu, Banco Alicantino de Comercio (anterior Banco Salinas), Banco Atlántico, Banco Comercial de Cataluña (anterior Banco Rivas y García), Banco Condal, Banco de Albacete (anterior Banco de Úbeda), Banco de Córdoba (anterior Banco de Rute), Banco de Expansión Industrial "Exbank", Banco de Extremadura (anterior Banca Sánchez de Cáceres), Banco de Huelva, Banco de Jerez, Banco de Murcia (anterior Banco Murciano), Banco de Sevilla (anterior Banca Borrero), Banco de Toledo (anterior Banco Comercial de Talavera), Banco del Noroeste, Banco del Norte (anterior Banco de Siero), Banco del Oeste (anterior Banco de Béjar), Banco General del Comercio y la Industria, Banco Industrial del Sur "BANKISUR" (anterior Banco Forestal), Banco Latino, Banco Meridional (anterior Banco Puche), Banco Peninsular, Banif, Bank Iberunion (anterior Condal Bank Deutschland, en Fráncfort del Meno, Alemania).
- Hostelería: Cadena hostelera "Hoteles Agrupados, S.A. (HOTASA)", cuyos hoteles tenían nombre de animales: "Las Águilas" en Tenerife, "Las Alondras" en Madrid, "Los Bardinos" en Las Palmas de G.C., "Los Bracos" en Logroño, "Los Canarios" en Mallorca, "Los Chihuahuas" en Mallorca, "Los Cóndores" en Menorca, "Los Dálmatas" en Benidorm, "Los Dogos" en Tenerife, "Los Galgos" en Madrid, "Los Gallos" en Córdoba, "Las Garzas" en Benidorm, "Los Gavilanes" en Menorca, "Los Gorriones" en Fuerteventura, "Los Lebreros" en Sevilla, "Los Loros" (antes "Montebello") en Ibiza, "Los Mastines" en Mallorca, "Los Milanos" en Menorca, "Los Mirlos" en Mallorca, "Las Ocas" en Benidorm, "Las Palomas" (y también apartamentos con este mismo nombre) en Torremolinos, "Los Patos" en Benalmádena, "Los Pelícanos" en Benidorm, "Los Pingüinos" en Menorca, "Los Podencos", "Los Tordos" en Mallorca. También
- Producción vinícola: Bodegas Paternina, Garvey, Bodegas Franco-Españolas, Bodegas Pérez Barquero, René Barbier, Segura Viudas, Conde de Caralt, Fernando A. de Terry (incluida la Yeguada del Hierro del Bocado), Bodegas Berberana, Bodegas Lan, Palomino & Vergara, Cavas Catalanas, Williams & Humbert...
- Grandes almacenes: Galerías Preciados.
- Tiendas de lujo: Loewe.
- Alimentación: Mantequerías Leonesas.
- Seguros: Minerva, Unión Condal, Atlas, Fénix Peninsular.
- Industria farmacéutica: Laboratorios Pérez Giménez (fabricante de Calmante Vitaminado).
- Naval: Naviera del Noroeste "Navinor".
- Cosmética: Cosméticos Dana.
- Construcción: Catalana de Cementos Portland, Hispano-Alemana de Construcciones.
- Inmuebles: Torres de Jerez (Torres de Colón) en Madrid.

El emblema del grupo era una abeja, como símbolo de laboriosidad, contenida en una celda. El grupo producía una revista para sus empleados: La Colmena, y el empresario declaraba que «soy un empresario de cincuenta años sin ninguna clase de entretenimiento o deporte. Dedico todo mi tiempo al trabajo y me he fijado una meta de crecimiento de 100 000 puestos de trabajo».

## Expropiación por el Estado

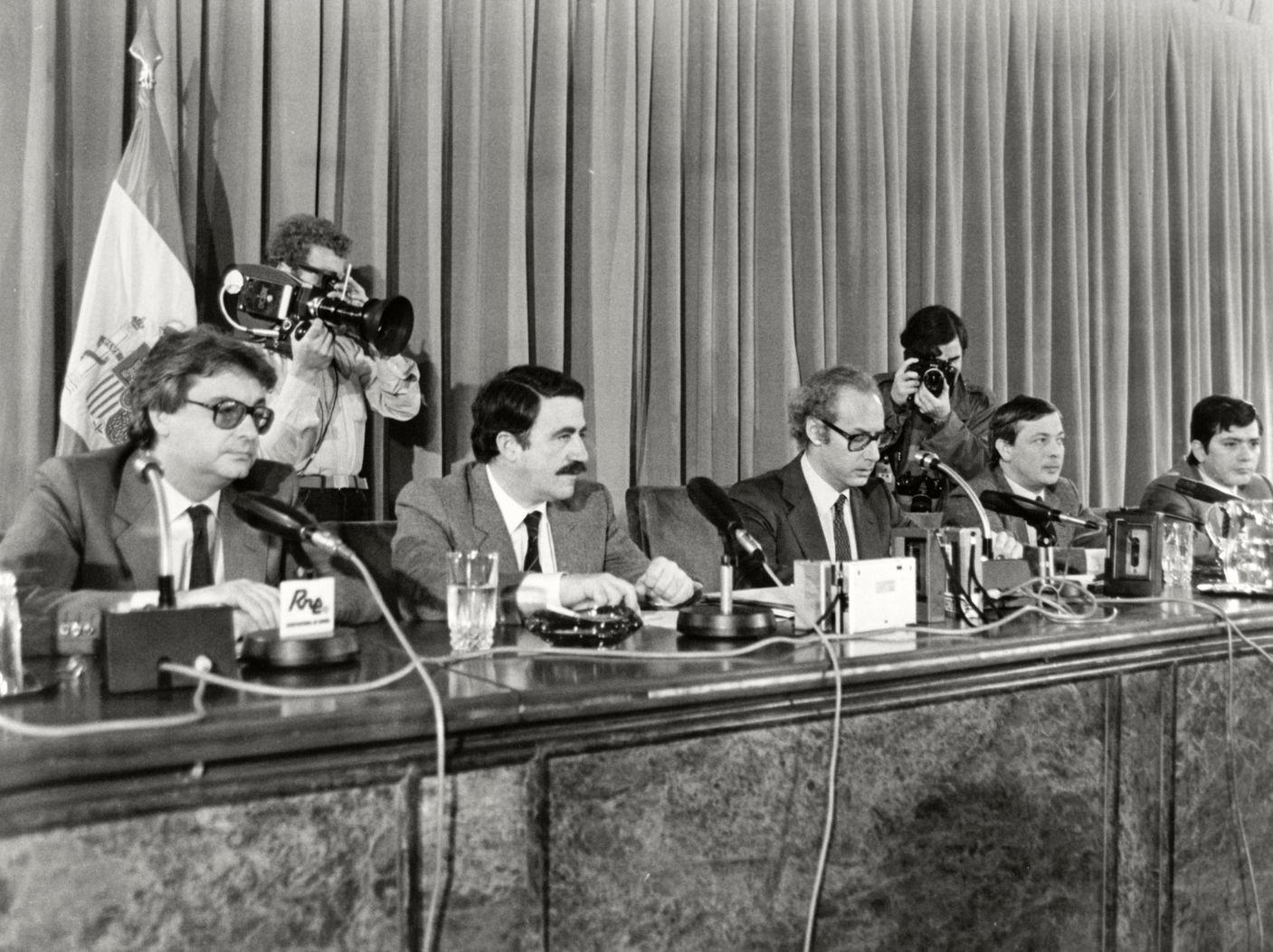
Eduardo Sotillos, portavoz del Gobierno, acompañado de Miguel Boyer, ministro de Economía y Hacienda; Carlos Romero, ministro de Agricultura, Carlos Solchaga, ministro de Industria, y Enrique Barón Crespo, ministro de Transportes, Turismo y Comunicaciones, comparece ante los medios de comunicación en la rueda de prensa sobre la expropiación de Rumasa celebrada el 24 de febrero de 1983, en el palacio de la Moncloa.

El 23 de febrero de 1983, el Consejo de Ministros del Gobierno de España decretó la expropiación forzosa del grupo al amparo de las previsiones contenidas en los artículos 33.3 y 128.2 de la Constitución española. Los motivos expuestos en el decreto de expropiación fueron:
- La reiterada falta de auditorías externas desde el año 1978 a los bancos del grupo y a sus sociedades más importantes.
- La permanente obstrucción a la actividad inspectora del Banco de España.
- Los desproporcionados riesgos en cuanto a solvencia del grupo asumidos por los bancos que lo financiaban internamente.
- La desatención de Rumasa a las múltiples advertencias que recibió de las autoridades monetarias recomendando una política de inversiones más prudente y una desconcentración de riesgos.
- La arriesgada espiral de adquisiciones e inversiones del grupo.

Igualmente el grupo mantenía una deuda con la Tesorería General de la Seguridad Social de 10 774 millones de pesetas (64 760 050 €) y una deuda con Hacienda de 19 300 millones de pesetas (116 007 886€), desglosada en 5200 millones de pesetas en retenciones a los 65 000 trabajadores por IRPF e IRTP (impuesto sobre la renta del trabajo personal), 5600 millones de pesetas en retenciones a accionistas por rendimientos de capital en IRPF, y 8500 millones de pesetas a clientes por impuesto sobre el lujo e impuesto general sobre el tráfico de las empresas en facturas.
El detonante probable de la expropiación forzosa fue la interrupción, dos meses antes, de la auditoría contratada por RUMASA con la entidad Arthur Andersen, que se encontraba en torno al 75 % de su ejecución. Fue esta misma empresa auditora la seleccionada por el Ministerio de Economía y Hacienda para la realización de la auditoría ejecutada al grupo tras la expropiación.
El Gobierno usó la expropiación en lugar de una intervención limitada a los bancos por la complejidad del entramado del grupo y al no considerar los problemas como coyunturales, sino estructurales. Entre las razones aducidas estaban la utilidad pública e interés social, la defensa de la estabilidad del sistema financiero y de los intereses legítimos de los depositantes y trabajadores, y finalmente el respeto de los derechos de los accionistas mediante el pago por sus acciones.
Miguel Boyer, ministro de Economía y Hacienda cuando se produjo la expropiación y uno de los responsables últimos de la misma, afirmó en 1997 que: «la expropiación de Rumasa no fue una medida sancionadora o punitiva contra Ruiz-Mateos por unos presuntos delitos que hubieran correspondido a los tribunales depurar. Fue una medida de política económica, con la que se quiso evitar la crisis total de un grupo en quiebra, que, en las difíciles circunstancias de 1983, nos pareció que podría tener unas consecuencias muy graves». La Policía Nacional registró y precintó las distintas sedes de Rumasa, y el domicilio familiar de José María Ruiz-Mateos, el mismo 23 de febrero de 1983, iniciando así públicamente el proceso de expropiación por el Gobierno español.

### La lucha judicial
Tras la expropiación, Ruiz-Mateos huyó a Londres el 4 de marzo de 1983. Desde ese momento se siguieron múltiples procesos judiciales, que en una primera parte tuvieron como objeto dirimir la legalidad de la operación de expropiación. Una segunda tanda de procedimientos judiciales se plantearon con el intento de Ruiz-Mateos de recuperar diversas empresas de Rumasa y revertir su venta; y por otro lado contrario, la Fiscalía del Estado demandó a Ruiz Mateos una responsabilidad civil de 677 500 millones de pesetas (más de 4000 millones de euros) por el estado financiero del grupo en el momento de la expropiación y por la inyección de dinero que necesitó realizar posteriormente. El 25 de abril de 1985, Ruiz-Mateos fue detenido en el aeropuerto de Fráncfort, y el 1 de diciembre fue extraditado desde Alemania. El procedimiento de extradición limitó los cargos de procesamiento a los delitos de falsedad documental y contable, y elevó el proceso contra este a la Audiencia Nacional.

#### Legalidad de la expropiación
La primera sentencia de fundamental importancia en este asunto fue la dictada por el Tribunal Constitucional el 2 de diciembre de 1983 (Sentencia TC 111/1983). La sentencia desestimó el recurso de inconstitucionalidad promovido por diputados de Alianza Popular contra el Real Decreto Ley 2/1983. En la votación de la sentencia hubo empate entre los doce magistrados que componían el Pleno del Tribunal Constitucional; imponiéndose la desestimación del recurso por el voto de calidad de su presidente, Manuel García-Pelayo y Alonso (el presidente tiene «voto de calidad» en caso de empate). El Tribunal Constitucional reafirmó la medida más adelante en otras dos sentencias de 1986 y 1991 y en un auto de 1990.

#### Reversión de la expropiación
En el tema de la reversión de las empresas, el Tribunal Supremo abrió 165 procedimientos promovidos por Ruiz-Mateos para que se le devolvieran 163 empresas del grupo, pronunciándose el tribunal en contra de la reversión. Ruiz-Mateos recurrió ante el Tribunal Superior de Justicia de Madrid la valoración de las sociedades o justiprecio (precio por acción). En 96 sociedades la valoración fue positiva y se pagaron 70,6 millones de euros a accionistas minoritarios, y en 126 fue negativa. El Tribunal Constitucional y el Tribunal Supremo también acordaron en nueve sentencias que se había respetado la legalidad en la reprivatización de Galerías Preciados, Banco Atlántico, Hotasa e inmobiliarias.

#### Justiprecio e indemnizaciones
En relación con el justiprecio de los accionistas de las empresas expropiadas, el Tribunal Supremo también ha fallado en dos ocasiones que la fijación del justiprecio solo era aplicable a los accionistas terceros minoritarios y no a los propietarios del Grupo Rumasa, que estos (familia Ruiz-Mateos y Jiménez de Tejada) deberían atenerse a lo que resultara del proceso de consolidación total de las cuentas en la cabecera del grupo. El valor total del holding según los criterios fijados por el Jurado de Expropiación, suponía un valor de -438.351 millones de pesetas (2.634 millones de euros). La asunción de este criterio por el Supremo de la consolidación de las cuentas del grupo para determinar las indemnizaciones de la familia Ruiz-Mateos, supuso que no debían cobrar ninguna cantidad como indemnización.
La familia Ruiz-Mateos afirmó en mayo de 2010 que continuaría solicitando la ejecución de los justiprecios positivos por la expropiación de Rumasa, «reconocidos por el Estado español en sentencias firmes» según su propia versión, y que ascenderían a la cantidad de 2.095 millones de euros y que transcurridos de 27 años dicen que continúan pendientes de pago.

#### Responsabilidad de José María Ruiz-Mateos
En cuanto a las responsabilidades de José María Ruiz-Mateos, el 12 de junio de 1997 la Audiencia Nacional absolvió a Ruiz-Mateos y a otros cuatro acusados de los delitos de falsedad y estafa. En la sentencia se consideraron probadas diversas falsedades e impagos a la Hacienda Pública y a la Seguridad Social, aunque por los cambios normativos producidos en el Código Penal no se encontró culpables a los acusados. El 25 de marzo de 1999, el Tribunal Supremo confirmó dicha absolución, librándole de la fianza de responsabilidad civil.

### Venta y liquidación del grupo
Inicialmente se consideró la nacionalización del grupo expropiado, pero después se procedió a su reprivatización. No pudiendo encontrarse un comprador para todo el grupo, debido a su gran tamaño, el Estado comenzó a vender las empresas que componían el grupo de forma individualizada. Este proceso duró varios años, hasta que en 2002 la SEPI concluyó la privatización de RUMASA, vendiendo las últimas fincas del grupo. [cita requerida]
Uno de los casos más destacados fue el de la venta de Galerías Preciados, una cadena de grandes almacenes con presencia en la mayor parte de las capitales españolas. Un año después de la expropiación fue privatizada mediante la venta al grupo venezolano Cisneros, que se la adjudicó por cerca de 1.000 millones de pesetas. En 1987, tras varios ejercicios con pérdidas, Cisneros vendió la empresa al grupo británico Mountleigh por más de 30.000 millones de pesetas. El grupo Mountleigh puso a Peter Carr al frente, y renovó tanto las tiendas como la imagen corporativa de la empresa. Sin embargo, los propietarios de Galerías atravesaron una difícil situación interna que afectó a la compañía. Tras entrar en números rojos, Mountleigh vendió la cadena en 1992 a un grupo inversor español, liderado por los empresarios Justo López Tello y Fernando Sada, por un importe de 21.200 millones de pesetas. La compañía no remontó su situación y las deudas a corto plazo aumentaron un 62% en menos de un año, por lo que la empresa tuvo que declararse en suspensión de pagos dos años después, con una deuda de 28.000 millones de pesetas.
En 1995 se efectuó la absorción de Galerías por parte de El Corte Inglés, quien remodeló y mantuvo los 22 establecimientos que adquirió entonces a la empresa absorbida.
El Estado recurrió a una emisión de deuda pública especial de 560.000 millones de pesetas (3.365 millones de euros) para seguir manteniendo las empresas del grupo en funcionamiento mientras encontraba compradores privados para ellas. Finalmente, estos gastos superaron el billón de pesetas.[cita requerida]
José María Ruiz-Mateos consiguió crear un nuevo grupo de empresas, al que denominó Nueva Rumasa que alcanzó un volumen de negocio importante (más de 6.000 trabajadores). En febrero de 2011, las 10 mayores empresas de este nuevo grupo se acogieron a la ley concursal para tratar de evitar una inminente suspensión de pagos.
En 2015 el Gobierno aprueba la liquidación de la sociedad, que cuenta con unos 160 millones de euros en activos.